# Frankie Toler
Pour les articles homonymes, voir Toler.
Frankie Toler, de son nom complet David Franck Toler, était un musicien nord-américain né le 28 juin 1951 et décédé le 4 juin 2011 à Bradenton d'une longue maladie consécutive à une greffe de foie survenue en 2009. Frankie Toler avait commencé sa carrière de musicien professionnel dans les années 1970 en devenant le batteur de Dickey Betts & Great Southern avant de rejoindre en novembre 1980 le Allman Brothers Band jusqu'en janvier 1982. Frankie Toler resta lié à Gregg Allman et devint le batteur du Gregg Allman Band, participant en particulier à l'enregistrement de l'album I'm No Angel. Il poursuivit sa carrière au sein du Marshall Tucker Band puis du Toler Brothers Band en compagnie de son frère Dan. Il avait participé en 2005 au projet Renegades of Southern Rock avant d'enregistrer en 2009 le premier album du  Toler/Townsend Band.